# Дуже поганий татусь
Дуже поганий татусь (англ. Christmas Is Cancelled, попередня назва — англ. The Fight Before Christmas) — американська кінокомедія 2021 року. Режисером стрічки виступила Прартана Моган, сценаристом — Сара Ендслі, продюсерами — Сара Шарп й Пітер Беван. Світова прем'єра відбулася 15 грудня 2021 року; прем'єра в Україні — 23 грудня 2021 року.

## Сюжет
Кожного року Емма святкує Різдво з батьком. Але цього року у Джека є святковий сюрприз для доньки — його нова сексуальна дівчина набагато молодша за татуся… До того ж татусева пасія Бренді була заклятим ворогом Емми у школі! Тож тепер Еммі терміново доведеться вигадати план, як зіпсувати ці стосунки. Адже під ялинкою має залишитись тільки одна!

## У ролях
| Актор              | Роль                  |
| ------------------ | --------------------- |
| Гейлі Оррантія     | Емма Локхарт          |
| Ізабелла Малаксіна | молода Емма Локхарт   |
| Дермот Малруні     | Джек Локхарт          |
| Джанель Перріш     | Бренді Барнс          |
| Каміль Валенсія    | молода Бренді Барнс   |
| Майкл Найзу        | Джош Джемісон         |
| Вінсент Ранола     | молодий Джош Джемісон |
| Емілі Модафф       | Шарлін                |
| Ліза Макконелл     | Беатріс               |
| Міреллі Тейлор     | мама                  |
| Тімоті Галл        | Том Гекетт            |
| Джефф Паркер       | Елліот Мерфі          |
| Денні Гленн        | Джордж Портной        |

## Реліз
Спочатку фільм мав вийти під назвою «Бійка перед Різдвом», але згодом його перейменували. В США фільм вийшов на Prime Video 17 грудня 2021 року. В багатьох країнах Європи та Африки фільм вийшов в кінопрокат 16 грудня 2021 року.